# Xenotiem
Het mineraal xenotiem is een yttrium-fosfaat met de chemische formule YPO4.

## Eigenschappen
Het grijze, geelbruine, groenbruine, roodbruine of bruine xenotiem heeft een vettige tot glasglans, een witte streepkleur en een perfecte splijting volgens kristalvlak [100]. De gemiddelde dichtheid is 4,75 en de hardheid is 4 tot 5. Het kristalstelsel is tetragonaal en het mineraal is niet radioactief.

## Naamgeving
De naam van het mineraal xenotiem is afgeleid van de Griekse woorden xenos en time ("vreemd" en "eer").

## Voorkomen
Xenotiem is een weinig voorkomend mineraal dat, zoals andere mineralen met zeldzame elementen, voornamelijk gevormd wordt in felsische en alkalische pegmatieten. De typelocatie is Hidra (Hitterø), Flekkefjord, Vest-Agder, Noorwegen.